# 2015年アイルランド憲法国民投票
2015年アイルランド憲法国民投票（2015ねんアイルランドけんぽうこくみんとうひょう）はアイルランド政府が、アイルランド憲法の規定に基づき2015年5月22日に実施したアイルランド憲法修正案の国民投票 。
同国民投票では大統領選挙の被選挙権の引き下げと、同性結婚に関する世界初の国民投票による承認についてである。同性結婚を可能にする憲法修正案は、有権者の62％によって承認された。大統領選挙の被選挙権の引き下げに関する修正案は、有権者の73％によって反対された。投票同日にカーロー＝キルケニー補欠選挙が行われた。投票年齢を18歳から16歳に引き下げること、統一特許裁判所の設立を認可するなど、他の修正案が検討されたが、続行されなかった。

## 同性結婚
有権者は、憲法第41条に「性別を区別せずに、法律に基づいて合法的に結婚契約を結ぶことができる」の第4節を追加するかどうか尋ねられた。すなわち同性結婚の合法化の提案だった。この提案は政府およびすべての主要政党によって支持され、有権者の62.07％によって承認された。
| アイルランド憲法修正第34条法案 | アイルランド憲法修正第34条法案 | アイルランド憲法修正第34条法案 |
| 賛 否                          | 得票数                         | 得票率                         |
| ------------------------------ | ------------------------------ | ------------------------------ |
| 賛成                           | 1,201,607                      | 62.07%                         |
| 反対                           | 734,300                        | 37.93%                         |
| 総計                           | 1,935,907                      | 100.0%                         |
| 有効票数（有効率）             | 1,935,907                      | 99.29%                         |
| 無効票数（無効率）             | 13,818                         | 0.71%                          |
| 投票者数（投票率）             | 1,949,725                      | 60.52%                         |
| 有権者数                       | 3,221,681                      | 100.0%                         |

## 大統領被選挙権年齢の引き下げ
有権者は、大統領の被選挙権年齢を35歳から21歳に引き下げる提案を73.06％で反対された。
| アイルランド憲法修正第35条法案 | アイルランド憲法修正第35条法案 | アイルランド憲法修正第35条法案 |
| 賛 否                          | 得票数                         | 得票率                         |
| ------------------------------ | ------------------------------ | ------------------------------ |
| 反対                           | 1,412,602                      | 73.06%                         |
| 賛成                           | 520,898                        | 26.94%                         |
| 総計                           | 1,933,500                      | 100.0%                         |
| 有効票数（有効率）             | 1,933,500                      | 99.18%                         |
| 無効票数（無効率）             | 15,938                         | 0.82%                          |
| 投票者数（投票率）             | 1,949,438                      | 60.51%                         |
| 有権者数                       | 3,221,681                      | 100.0%                         |